# Team Tvis Holstebro
El Team Tvis Holstebro es un equipo de balonmano de la localidad danesa de Holstebro. Actualmente milita en la Primera División de la HåndboldLigaen. El club se fundó en el año 2000 al fusionarse el Holstebro Håndbold 90 con el Tvis KFUM.

## Sección masculina

### Palmarés
- Copas de Dinamarca: 2
  - Temporadas : 2008, 2018

### Plantilla 2024-25
|  | Porteros - 01 Rasmus Henriksen - 01 Frank Mikkelsen - 16 Sander Heieren Extremos izquierdos - 06 Frederik Bjerre - 10 Magnus Bramming Extremos derechos - 13 Sven Ehrig - 28 Kevin Gulliksen Pivots - 03 Sebastian Ørum - 04 Christoffer Cichosz - 23 Miha Žvižej | Laterales izquierdos - 07 William Aar - 22 Nikolaj Markussen - 25 Jonas Porup Centrales - 11 Thomas Damgaard - 24 Johan Meklenborg Laterales derechos - 17 Simon Kirkegaard - 18 Edwin Aspenbäck Especialistas defensivos - 21 Mathias Smed |

## Sección femenina

### Palmarés
- Copa EHF femenina (2): 2013, 2015
- Recopa de Europa femenina (1): 2016

### Plantilla 2019-20
|  | Porteras - 1 Sara Kececi - 16 Ditte Vind Extremos izquierdos - 17 Emille Bastrup Berthelsen - 26 Maria Mose Vestergaard Extremos derechos - 3 Mathilde Hylleberg - 23 Sofie Brems Østergaard Pivotes - 2 Johanne Bitsch - 20 Caroline Svarre - 29 Kaja Kamp Nielsen | Back players Laterales izquierdos - 31 Andrea West Bendtsen - 95 Ilda Kepic Centrales - 5 Trine Knudsen - 6 Camilla Pytlick - 18 Laura Jensen - 72 Line Frandsen Laterales derechos - 4 Lærke Christensen - 8 Julie Holm - 9 Nikoline Lundgreen |